# Троїцька церква (Приморськ)
Троїцька церква  — церква, побудована у 1836 році на східній околиці Ногайська (з 1964 року — Приморськ) Запорізької області, пам'ятка архітектури національного значення (охоронний № 229), храм був закладений 1814 року у селі Обіточне, що у XIX ст. утворювало з Ногайськом фактично єдиний населений пункт. Освячення церкви відбулося 17 серпня 1838 року.

## Історія
Будівництво церкви пов'язують з ім'ям засновника с. Обіточне, генералом від кавалерії, графом Василем Орловим-Денисовим, героєм Французько-російської війни 1812 року. Спочатку храм був дерев'яним. У 1818 році розпочалося будівництво кам'яної будівлі. У 1838 році тут почали проводити служби.
У 30-х роках ХХ ст. храм закрили, дзвіницю підірвали. У 1991 році церкву було передано Українській православній церкві (Московського Патріархату).

## Архітектура
Споруда церкви — пам'ятка архітектури пізнього класицизму на території України, повторює по фундаменту форму хреста. Розпис інтер'єру складається з 312 зображень, які потребують реставрації. Три стіни церкви завершуються фронтонами, до четвертої примикає дзвіниця.